# Sant Antoni de Portmany
Sant Antoni de Portmany és una vila i municipi de l'illa d'Eivissa, situat a l'oest. Correspon a l'antic Quartó de Portmany, un dels quatre quartons en què Jaume I dividí l'illa al segle XIII. El mot “Portmany” (del llatí "portus magnus", 'port gran') fou adoptat pels àrabs com a Burt'uman, i conservat després pels conqueridors catalans. El gentilici és "santantonienc" per a la vila; i "portmanyí", per al terme municipal. Altres gentilicis són: “coroner” a Santa Agnès, “aubarquí” o “mateuer” a Sant Mateu, “rafaler” a Sant Rafel.

## Geografia
El relleu no és gaire accidentat a l'illa d'Eivissa, però a Sant Antoni de Portmany es troben formacions muntanyoses com:
- el Puig de n'Andreu (399 m).
- el Puig d'en Jaume (226 m), a la vénda del mateix nom del poble de Santa Agnès de Corona.[1]
- el Puig Nunó (258 m), situat al nord de l'illa d'Eivissa. Pertany a la zona muntanyenca anomenada es Amunts. El nom del puig ve de Nunó Sanç que va rebre el quartó de Portmany l'any 1235.[2]
- la Serra des Puig. Situada a nord-est de Sant Mateu d'Albarca, assoleix els 241 metres sobre el nivell de la mar.[3]
- Es Camp Vell (398 m).
- Dins la zona de Sant Rafel:
  - el Puig Blanc (63 m).[4]
  - el Puig des Llobets, situat a gregal del poble i arriba a 121 metres d'altitud.[5]
  - la Serra Llarga (Sant Rafel de sa Creu) (254 m), situada a la vénda de sa Creu.[6]

## Història
La primera notícia escrita que ens assegura que hi havia pobladors a Eivissa és de temps dels romans i ens explica que la ciutat d'Eivissa va ser fundada pels cartaginesos l'any 654 abans de Crist. Però és ben segur que segles abans ja hi vivia gent: un exemple el tenim al poblat de sa Caleta.
A Sant Antoni de Portmany hi vivia gent perquè s'han descobert unes pintures fetes a la roca a la cova d'es vi (ses Fontanelles), i una destral de bronze trobada a sa Bassa Roja, una finca de Sant Rafel.
Els púnics varen aprofitar el port de Sant Antoni per carregar aigua per als seus viatges, als pous i fonts que hi havia als voltants de la badia de Portmany, per pescar i salar peix, etc. Vivien a cases separades repartides per sa Talaia, sa Vorera, a la part de sa Serra i es Pouet. Prop de les cases enterraven els morts, i és possible que tenguessin un santuari dedicat a la deessa Tanit a la cova de Santa Agnès.
Molt a prop de l'Institut IES Quartó de Portmany, a la finca de can Rova de Baix, hi havia una fàbrica de ceràmica on feien àmfores per dur oli, vi, peix salat, plats, gerrets, llumeners, etc. També cuidaven animals per ajudar a treballar la terra i altres per alimentar-se la família.
Després arribaren els romans, que varen conviure amb els púnics. Els romans varen donar nom a Sant Antoni: Portus Magnus, que vol dir port gran i important, paraula que ha evolucionat a Portmany.
Els romans també vivien a cases repartides per la muntanya, es dedicaven a pescar, treballaven la terra per viure, treien llenya i carbó del bosc que era exportada; les figues seques d'Eivissa eren molt famoses per tot Roma. Els romans tenien la seua religió i adoraven els seus déus. Fa quasi dos mil anys que els romans vivien a Eivissa, a cases repartides pel camp i es varen convertir al cristianisme. Els romans parlaven llatí, a partir de la qual s'han format el català i el castellà actual, el francès i l'italià, el gallec, entre d'altres. En la cova de Santa Agnès s'alça una capella dels primers segles del cristianisme.
Cap a l'any 900, varen arribar els àrabs, procedents del nord d'Àfrica; tenien la religió musulmana i parlaven àrab. Aquesta població va donar un important impuls a l'agricultura, com per exemple a les feixes del pla de Portmany, construïren molins per moldre gra al Broll de Buscastell, aprofitaven la fusta de pi per construir embarcacions, i tenien una important cultura, entre els quals cal destacar el poeta eivissenc del segle xi Idris Al-Sabini. De la llengua dels àrabs han quedat moltes paraules referides a topònims, com Benimussa, Alcalà, Benimaimó; noms relacionats amb la terra i l'agricultura com séquia, sénia, aljub, safareig, etc.; noms d'herbes i plantes com atzavara (això és una classe de pitrera), cotó, escarxofa, etc.
Al segle xiii arriben a Eivissa les naus amb la tropa del Rei Jaume I. Els conqueridors cristians varen guanyar Eivissa als àrabs i després varen repoblar-la amb famílies cristianes; molts àrabs degueren seguir vivint a Eivissa com a esclaus. A Eivissa i Formentera, idò, es parla la llengua catalana des del segle xiii.
Els conqueridors varen dividir Eivissa i Formentera en quatre parts, i d'aquí el nom de quartons i el nom de l'institut: Quartó de Portmany. Els quartons varen ser dividits entre els senyors nobles que havien fet la conquista en nom del rei, i el senyor feudal de Portmany va ser Guillem de Montgrí. Aquest fet explica que tenguem una escola que porta aquest nom. La religió, la llengua, costums, cançons i romanços, llegendes i rondalles són reflex d'aquesta època; per exemple les antigues Caramelles que es canten en temps de Nadal.
Quan parlam de l'antic quartó de Portmany hem de tenir en compte que comprenia, a més del poble de Sant Antoni, Sant Mateu d'Albarca, Santa Agnès de Corona, part de Sant Rafel, Sant Agustí des Vedrà, Sant Josep de sa Talaia i es Cubells. La majoria dels pobles i parròquies actuals són del segle xviii i la des Cubells del segle xx.
Les famílies que varen quedar a viure a Portmany, després de la conquesta de 1235, només tenien la catedral, que es deia Santa Maria, per anar a missa, i naturalment els queia molt lluny per anar-hi i per això una colla d'homes de Portmany va anar a Tarragona, on residia el senyor de Portmany, a demanar una església; l'autorització per construir una capella i un cementeri va arribar l'any 1305, i segurament molt aviat varen començar les obres de construcció de l'antiga església que devia estar al mateix lloc que l'actual.
L'església ha estat un lloc d'oració, però també de defensa i de vida social; pensem que la gent vivia a cases allunyades i els vesins es reunien als porxos de l'església, arrecerats de les inclemències del temps. L'església és del segle xvii i acabada al xviii.
Al segle xviii, les salines d'Eivissa i Formentera, que havien estat la font més important d'ingressos per pagar la despesa pública, varen ser expropiadades a la Universitat d'Eivissa (únic ajuntament fins al segle xviii) i incorporades a les propietats del rei i, més tard, varen ser venudes a una empresa particular.

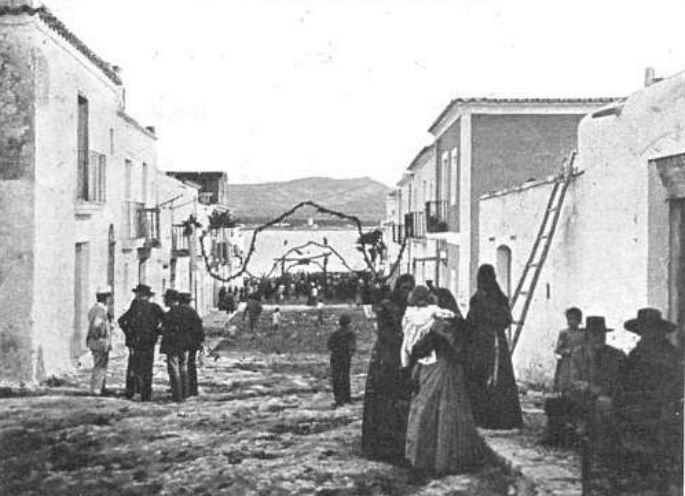
Any 1908

Al segle xviii trobam a Europa la Il·lustració, un moviment cultural i econòmic molt important, preocupat pel retard que patia Espanya en tots els camps: tant en agricultura com en ensenyament. Ajudats pel primer bisbe d'Eivissa, Manuel Abad y Lasierra, decideixen fer un poble a cada parròquia i agrupar les cases, per la qual cosa donaren un solar prop de l'església i un tros de terra per a agricultura, i així es va començar a fer poble Sant Antoni de Portmany. En agricultura varen dur ametllers i altres arbres fruiters de València i Mallorca, i persones per ensenyar a cuidar-los, i es varen fer vivers d'arbres fruiters als horts de Buscastell.
Al segle xix, ja tenim notícies que a Sant Antoni hi ha unes vint cases prop de l'església. El municipi té 3.807 habitants i 693 famílies.
Els canons de la torre de l'església encara funcionaven en cas de necessitat per defendre's dels enemics. Durant la primera meitat d'aquest segle es crea i es construeix l'edifici de l'ajuntament. L'any 1860-1861 es fan les primeres escoles públiques a Sant Antoni de Portmany, es comença la carretera de Sant Antoni a Vila, que va tardar deu anys a acabar-se, es treballa per arreglar el port i a final de segle entra un funcionament el far de ses Coves Blanques.
Actualment és un dels nuclis turístics principals de l'illa d'Eivissa. Situat a 15 km de la capital (la ciutat d'Eivissa), compta amb un gran port natural, que permet el trànsit marítim de passatgers i mercaderies amb la península.

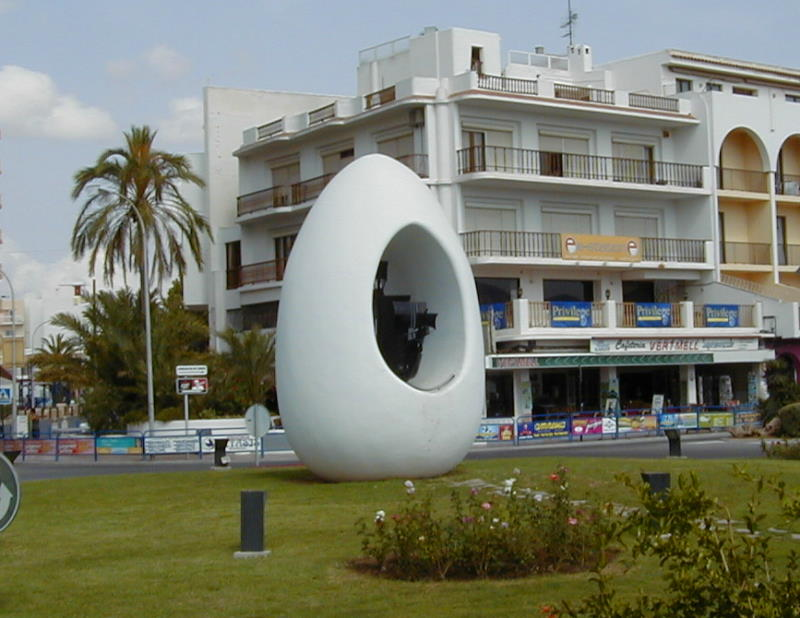
Monument a Colom al centre de Sant Antoni

| Entitat de població     | Habitants (2015) |
| ----------------------- | ---------------- |
| Buscastell              | 474              |
| Sant Antoni de Portmany | 20.079           |
| Sant Mateu d'Albarca    | 357              |
| Sant Rafel de sa Creu   | 2.335            |
| Santa Agnès de Corona   | 386              |
| Font: IBESTAT           |                  |

## Llocs d'interès

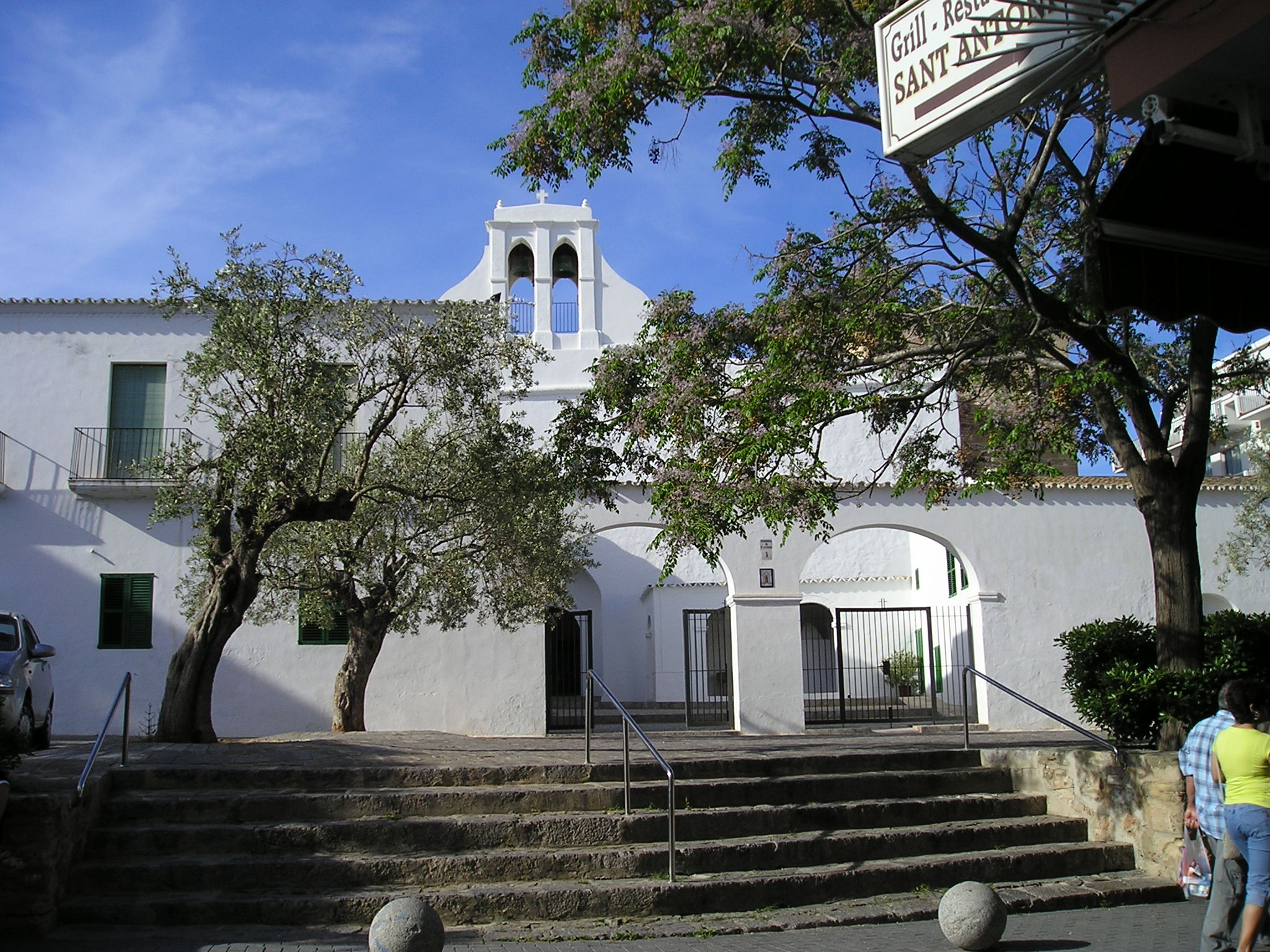
Església de Sant Antoni

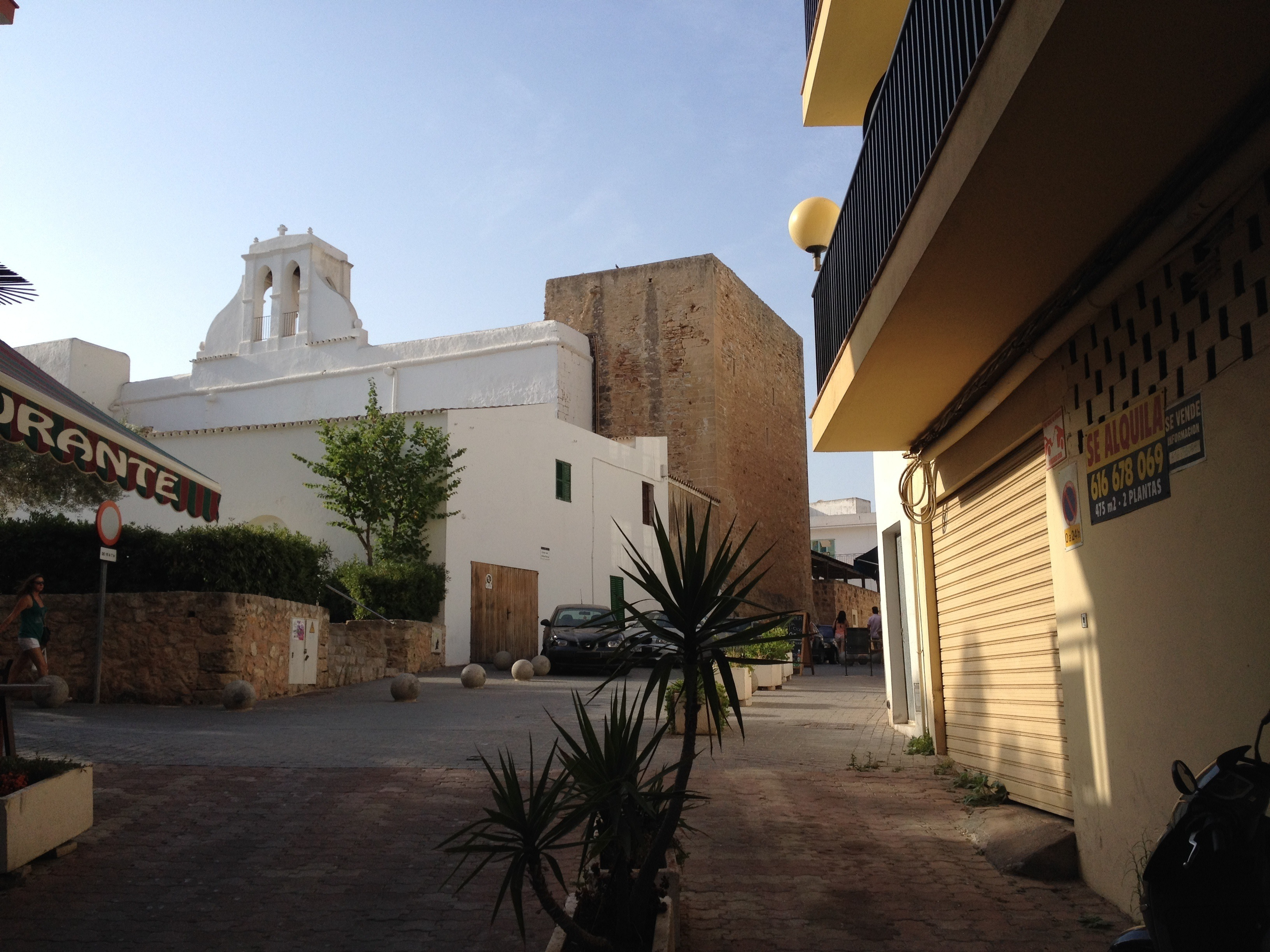
Torre de l'església de Sant Antoni

- Església de Sant Antoni. Torre de l'església de Sant Antoni L'església de Sant Antoni, fundada el 1385 i acabada de construir cap al 1640, fou utilitzada sovint com a fortalesa i torre de defensa. La parròquia de Portmany es trobà sota el control del bisbat de Tarragona fins al 1786, any en què el primer bisbe d'Eivissa, Manuel Abad y Lasierra, se'n feu càrrec. L'arxiu parroquial conté textos de gran valor documental, ja que s'ha mantingut en molt bones condicions.

Torre
A partir del segle xvi, a Eivissa i a Formentera eren freqüents els atacs de pirates i altres enemics, i aleshores els portmanyins feien senyals de foc i fum, o feien brular corn per avisar que tothom havia de refugiar-se a l'església, i per això l'església no té finestres; i té una gran torre, damunt la qual fins al segle actual hi havia dos canons que disparaven cap a sa Conillera; les portes de l'església eren de ferro perquè no es poguessin cremar; i, si us hi fixau, darrere la porta de l'entrada s'hi travessava una grossa biga de savina, perquè quedàs ben segur que no es podia obrir la porta. Dins l'església també hi havia un pou d'aigua bona, per si feia falta durant el temps que havien d'estar tancats. Si els enemics s'acostaven a la porta d'entrada, els portmanyins tiraven oli bullent des de dalt el campanar.
- Torres d'en Lluc
- Cova de Ses Llagostes. Des de l'any 1995, l'ajuntament patrocina la prova de natació Travessia cova de ses Llagostes, organitzada pel Club de Triatló Trijasa.[10]
- Talaia de Sant Antoni[11]
- Pintures rupestres de sa cova d'es vi (Ses Fontanelles)[12]
- Cova de Santa Agnès
- Broll de Buscastell
- Camp vell
- Pla de Corona
- Pla de Sant Mateu
- Forada

## Política
El batle de Sant Antoni de Portmany és Pep Tur "Cires" (PSIB) d'ençà de 2015, en coalició amb REINICIA i el PI.

## Espais culturals

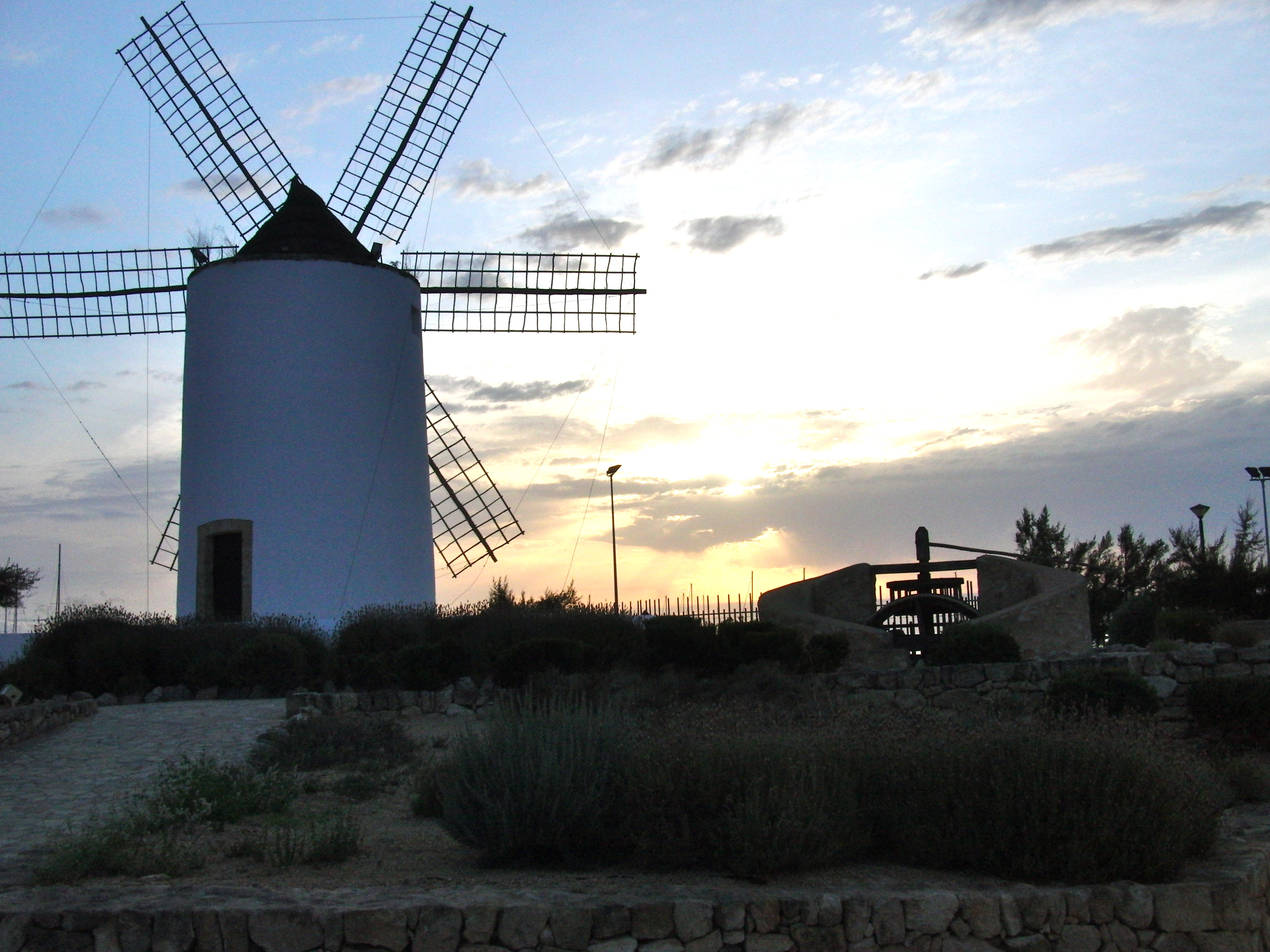
Sa punta d'es molí amb el molí i una sínia

- Sa Punta d'es Molí

- Molí d'en Simó

- Far de ses Coves Blanques